# 以色列第一国际银行

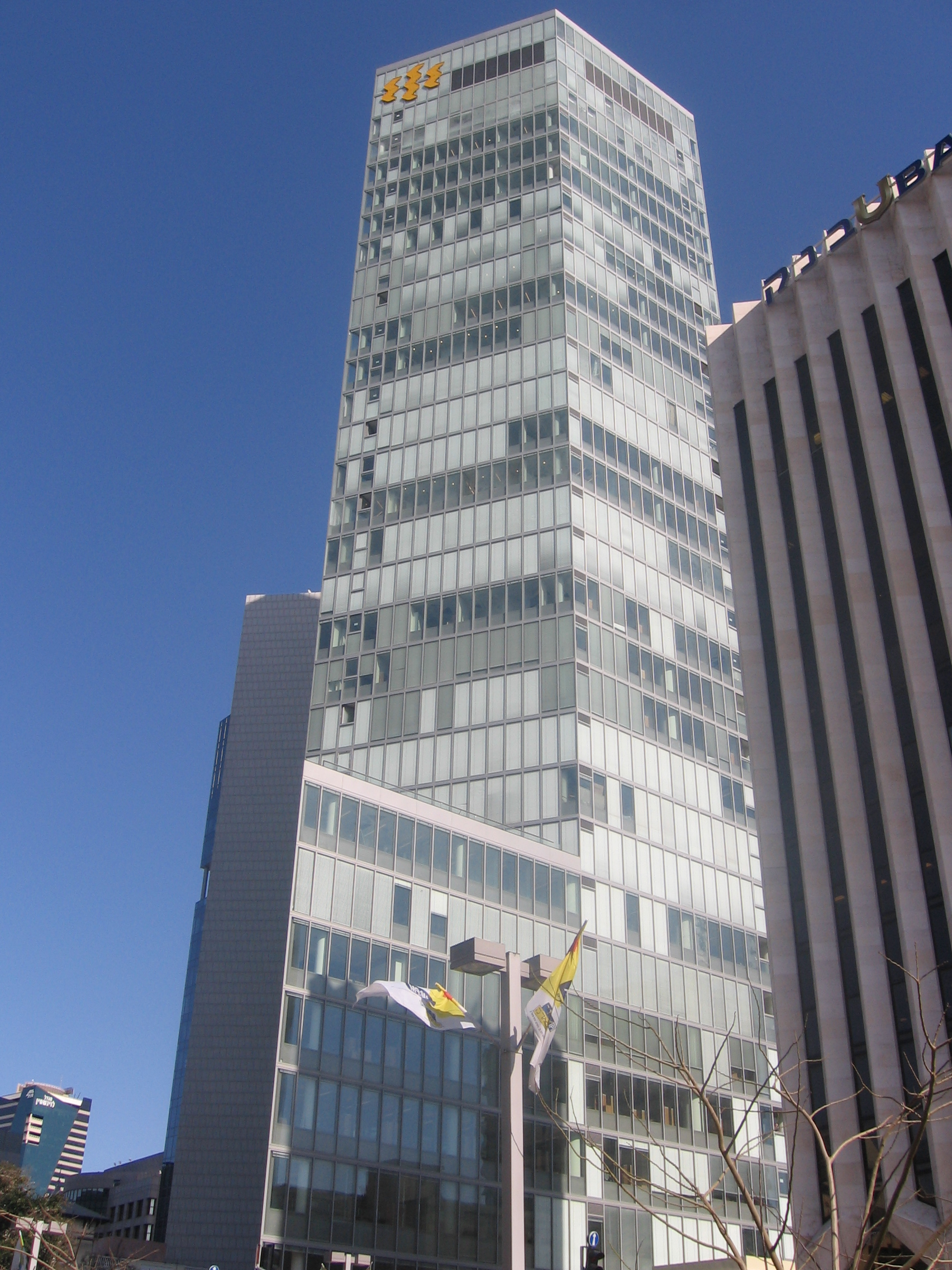
特拉维夫第一国际银行塔大厦

以色列第一国际银行，以色列商业银行，总部位于特拉维夫市。

## 历史
1972年，以色列数家小银行合并组建以色列第一国际银行。1981年，设立伦敦分行。1984年，设立苏黎世分行。